# Munții Hindukuș
Munții Hindukuș (în paștună هندوکش) sunt un lanț montan din Asia Centrală, cu o lungime de circa 800 km, situat la vest de Himalaya, care se întinde din centrul Afganistanului până în nordul Pakistanului și sudul Tadjikistanului.

## Etimologie
Numele Hindukuș provine, potrivit lui James Rennel, după o înălțime din Caucaz „Indicus” și este interpretat popular ca având sensul „ucide pe hindu”. Koș |کش este imperativul verbului koștan |کشتن „a omorî”. „Kuh” în persană înseamnă "munte". 
Persana veche este o limbă indo-iraniană. Substantivele la plural au terminația "sh" = "ș".
Acum circa o sută de ani, forma pluralului a fost înlocuită cu terminațiile provenite din arabă "an" sau "ha".

## Istoric
Din secolul al VII-lea până în secolul al XI-lea e.n. au domnit regi Hindu Kabulșahian (regi din Kabul) respectiv (Dinastia Hindu).
Perioada de trecere regiunii Kabul la Islam a început în secolul al XI-lea în timpul dinastiei ghaznawide.

## Geologie
Munții Hindukuș sunt, ca și munții Himalaya și Karakorum, munți de încrețire, rezultați din ciocnirea plăcii indiene cu placa continentală asiatică. Din punct de vedere geologic, sunt munți tineri, care cresc și în prezent.

## Așezare geografică
Lungimea lanțului muntos, pe direcția est-vest, este de circa 800 km, lățimea maximă, pe direcția nord-sud, fiind de circa 240 km.
Cea mai mare parte a munților sunt în Afganistan, piscul cel mai înalt fiind în Pakistan.
În regiunea de nord-est, munții sunt delimitați de podișul Pamir, Pakistan prin izvorul Piandj al râului Amu-Daria. Delimitarea în est de Hinduraj este realizată prin râul Chitral și pasul Karambar An.
Hinduraj se întinde la rândul lui ajungând până la valea Indului și Gilgitului.

## Clima
Munții, aflați în cea mai mare parte în Afganistan, au o altitudine de 4000-5000 metri, cu o climă uscată. La granița cu Pakistanul, unde umiditatea crește, munții sunt acoperiți cu ghețari.

## Istoric
Regiunea a fost locuită de nomazii Kuhis care se învecinau cu Imperiul Kușan. Aceste nume propriu ar fi la originea denumirii munților Hindukuș.
Azi zona sud-estică a munților Hindukuș (lanțul muntos Spinghar sau Munții Suleiman) sunt locuri unde s-au retras probabil trupele talibanilor.
Munții ce mai înalți sunt:
- Tirich Mir (7699 m)
- Noșak (7492 m)
- Istor-o-Nal (7403 m)
- Saraghrar I (7338 m)